# Sistem economic
Un sistem economic este un sistem de producție, de alocare a resurselor și de distribuție a bunurilor și serviciilor într-o societate. Acesta include combinația diferitelor instituții, agenții, entități, procese decizionale și modele de consum care alcătuiesc structura economică a unei anumite comunități.
Este un tip de sistem social și este un concept similar cu modul de producție.

## Listă
Există mai multe tipuri de sisteme economice:
- Anarhism
- Autogestiune
- Capitalism
- Colonialism
- Comunism
- Corporatism
- Credit social
- Dirijism
- Distributism
- Etatism
- Feudalism
- Economie de piață
- Mercantilism
- Mutualism
- Economie participativă
- Potlatch
- Socialism